# Firefly Studios
A Firefly Studios Limited egy brit videójáték-fejlesztő cég, székhelye Londonban található. 1999-ben alapította Simon Bradbury és Eric Ouellette. A vállalat PC- és Macintosh-rendszerekre fejleszt történelmi, valós idejű stratégiai játékokat. Legismertebb ilyen történelmi játék a Stronghold-széria.

## Történet
A Firefly első alkotása, a Stronghold mind kritikai, mind eladási szempontokból sikeres játék volt.
A vállalat ugyanakkor küzdött az eredeti Stronghold és Stronghold: Crusader játékok népszerűségének megismétlésével; a Stronghold 2 és Stronghold Legends mind kiemelkedően gyengén teljesítettek: Metascore-on 63%, illetve 57%-ra sikerült pozicionálni őket. és az utolsó sorozat, a Stronghold: Crusader Extreme megkapta a legrosszabb besorolást az addigi munkáik közül, a játékosok csekély 40%-ra értékelték az alkotást. A legutóbbi, Stronghold 3 című alkotásról több, játékokat elemző weboldalon a közösség és a rajongók ismételten negatív véleményt alkottak a játék hibái miatt (pl. nehéz felépíteni a falakat, nincs uralkodó, stb.). Bár sok probléma van ezzel az alkotással, a Firefly Studios azt nyilatkozta, hogy minden héten megpróbálják javítani a játék hiányosságait.
Rövid együttműködés, a Firaxis Gameshez történő projekttársulás során született meg a CivCity: Rome, amely ismét egy negatívan értékelt alkotás lett. Ezt követően az utolsó játék is, amit a Firefly a Take-Two Interactive által publikált.
A legutóbbi játék, a Stronghold Kingdoms, a Firefly első betekintése az MMO műfajába, és 2010 novemberében nyílt béta formájában indult.
A Firefly korábban, 2008-ban is kijelentette, hogy a rajongók erőteljes igénye miatt, de csak a Dungeon Hero befejezése után dolgoznak majd a Stronghold 3, illetve a Crusader II játékokon. 2009-ben, amikor megkérdezték tőlük, hogy a Dungeon Hero-n és a Stronghold Kingdomson kívül máson dolgoznak-e, valami még nem publikus játékon, a válasz az volt, hogy még mindig van egy további, folyamatban levő fejlesztésük. A Firefly második hírlevelében kijelentette, hogy "valami nagyon nagy" dologról van szó, ami 2010-ben fog megjelenni.
A Stronghold 3-at a SouthPeak Games 2010. május 14-én jelentette be hivatalosan, 2011 októberében pedig meg is jelent.
A Stronghold Crusader II a Stronghold-sorozat legújabb darabja, melyet 2013 negyedik negyedévében terveztek kiadni, de a tervezett kiadás későbbre csúszott, 2014 első negyedévére. Ez a folytatás a 2002-es játékhoz készült, a Stronghold Crusaderhez, amely a Firefly Studios vezető tervezője, Simon Bradbury szerint: "Ez a mi és a rajongóink leginkább kedvelt alkotása, és ez az a játék, aminek gyártására már hosszú évek óta várunk." A tényleges játékot 2014. szeptember 23-án adták ki.

## Jövőbeli tervek
A Dungeon Hero, amelynek kiadását PC-re és Xbox 360-ra tervezik, már évek óta fejlesztés alatt áll. Eredetileg a Gamecock Media Group által jelent volna meg, azonban a SouthPeak Games 2008 októberében megvásárolta a céget, ez a játék törvényes tulajdonjogával kapcsolatban hatalmas vitákat váltott ki. A Dungeon Hero jelenleg nem rendelkezik törvényes kiadóval, annak ellenére, hogy a SouthPeak minden más Gamecock-játékot közzétesz a saját neve alatt. A Firefly Studios bejelentette, hogy a játék jelenleg "tartás" alatt van, és az utolsó tervezett kiadási dátumok elmúltával tovább erősítette a spekulációkat, hogy ez a játék már csak porhintés.
A Stronghold: Next a Firefly legújabb, megerősített játékfejlesztési projektje. A 2019-es Electronic Entertainment Expón Stronghold Warlodsként mutatták be, amely a Steam platformon történő 2020-as kiadásra vonatkozik.

## Játékok
| Év      | Játék                              |
| ------- | ---------------------------------- |
| 2001    | Stronghold                         |
| 2002    | Stronghold: Crusader               |
| 2003    | Space Colony                       |
| 2005    | Stronghold 2                       |
| 2006    | CivCity: Rome                      |
| 2006    | Stronghold Legends                 |
| 2008    | Stronghold: Crusader Extreme       |
| 2009    | Stronghold Kingdoms                |
| 2011    | Stronghold 3                       |
| 2012    | Stronghold HD                      |
| 2012    | Stronghold: Crusader HD            |
| 2012    | Space Colony HD                    |
| 2014    | Stronghold Crusader II             |
| 2015    | Space Colony: Steam Edition        |
| 2016    | Wonky Tower                        |
| 2016    | Stronghold Legends: Steam Edition  |
| Törölve | Dungeon Hero                       |
| 2017    | Stronghold 2: Steam Edition        |
| 2017    | Stronghold Kingdoms: Mobil Edition |
| 2017    | MetaMorph: Dungeon Creatures       |
| 2020    | Stronghold: Warlords               |

## Fordítás
- Ez a szócikk részben vagy egészben  a   Firefly Studios című angol Wikipédia-szócikk ezen változatának fordításán alapul.  Az eredeti cikk szerkesztőit annak laptörténete sorolja fel. Ez a jelzés csupán a megfogalmazás eredetét és a szerzői jogokat jelzi, nem szolgál a cikkben szereplő információk forrásmegjelöléseként.